# Kim Davis
Kim C. Davis, född 31 oktober 1957 i Flin Flon, är en kanadensisk före detta professionell ishockeyforward som tillbringade fyra säsonger i den nordamerikanska ishockeyligan National Hockey League (NHL), där han spelade för ishockeyorganisationerna Pittsburgh Penguins och Toronto Maple Leafs. Han producerade tolv poäng (fem mål och sju assists) samt drog på sig 51 utvisningsminuter på 36 grundspelsmatcher. Han spelade också för Syracuse Firebirds, Binghamton Whalers, Springfield Indians och New Brunswick Hawks i American Hockey League (AHL), Dayton Owls och Grand Rapids Owls i International Hockey League (IHL) och Flin Flon Bombers i Western Canada Hockey League (WCHL).
Davis draftades i tredje rundan i 1977 års NHL-draft av Pittsburgh Penguins som 48:e spelare totalt. Han blev också draftad samma år av World Hockey Association (WHA), där Edmonton Oilers valde honom som spelare nummer 24.
Efter den aktiva spelarkarriären tog han en kandidatexamen i marknadsföring vid University of Manitoba och har arbetat som kommissarie för den kanadensiska juniorishockeyligan Manitoba Junior Hockey League (MJHL) sedan 2002.

## Statistik
| 1974–1975   | Flin Flon Bombers        | WCHL        | 64  | 8  | 7   | 15  | 169 | —  | —  | —  | —  | —  |
| 1975–1976   | Flin Flon Bombers        | WCHL        | 71  | 32 | 45  | 77  | 163 | —  | —  | —  | —  | —  |
| 1976–1977   | Flin Flon Bombers        | WCHL        | 69  | 56 | 55  | 111 | 250 | —  | —  | —  | —  | —  |
| 1977–1978   | Pittsburgh Penguins      | NHL         | 1   | 0  | 0   | 0   | 0   | —  | —  | —  | —  | —  |
|             | Dayton/Grand Rapids Owls | IHL         | 63  | 28 | 43  | 71  | 191 | —  | —  | —  | —  | —  |
| 1978–1979   | Pittsburgh Penguins      | NHL         | 1   | 1  | 0   | 1   | 0   | —  | —  | —  | —  | —  |
|             | Grand Rapids Owls        | IHL         | 80  | 44 | 59  | 103 | 235 | 22 | 12 | 15 | 27 | 77 |
| 1979–1980   | Pittsburgh Penguins      | NHL         | 24  | 3  | 7   | 10  | 43  | 4  | 0  | 0  | 0  | 0  |
|             | Syracuse Firebirds       | AHL         | 45  | 13 | 13  | 26  | 62  | —  | —  | —  | —  | —  |
| 1980–1981   | Pittsburgh Penguins      | NHL         | 8   | 1  | 0   | 1   | 4   | —  | —  | —  | —  | —  |
|             | Binghamton Whalers       | AHL         | 8   | 1  | 1   | 2   | 26  | —  | —  | —  | —  | —  |
|             | Springfield Indians      | AHL         | 26  | 5  | 4   | 9   | 56  | —  | —  | —  | —  | —  |
|             | Toronto Maple Leafs      | NHL         | 2   | 0  | 0   | 0   | 4   | —  | —  | —  | —  | —  |
|             | New Brunswick Hawks      | AHL         | 32  | 8  | 13  | 21  | 165 | 2  | 0  | 0  | 0  | 21 |
| 1981–1982   | New Brunswick Hawks      | AHL         | 79  | 11 | 24  | 35  | 47  | 14 | 1  | 2  | 3  | 8  |
| NHL totalt  | NHL totalt               | NHL totalt  | 36  | 5  | 7   | 12  | 51  | 4  | 0  | 0  | 0  | 0  |
| AHL totalt  | AHL totalt               | AHL totalt  | 190 | 38 | 55  | 93  | 356 | 16 | 1  | 2  | 3  | 29 |
| IHL totalt  | IHL totalt               | IHL totalt  | 143 | 72 | 102 | 174 | 426 | 22 | 12 | 15 | 27 | 77 |
| WCHL totalt | WCHL totalt              | WCHL totalt | 204 | 96 | 107 | 203 | 582 | —  | —  | —  | —  | —  |